# Ewa Andrzejewska (fotograf)
Ewa Andrzejewska (ur. 28 stycznia 1959 we Wrocławiu, zm. 21 sierpnia 2017 w Jeleniej Górze) – polska artystka fotografik.

## Życiorys
Absolwentka Wyższego Studium Fotografii ZPAF w Warszawie, a od 1996 roku członek Związku Polskich Artystów Fotografików – numer legitymacji 719. Prowadziła Galerię Fotografii Korytarz w Regionalnym Centrum Kultury w Jeleniej Górze. Od połowy lat 90. tworzyła w estetyce „fotografii czystej”. Utożsamiana z tzw. grupą jeleniogórską, bądź szkołą jeleniogórską, inspirującą się podejściem do fotografii wypracowanym w latach 80. w kręgu twórców działających w duchu fotografii elementarnej. Zajmowała się tradycyjnymi technikami fotograficznymi. Fotografowała aparatem wielkoformatowym, odbitki wykonywała metodą stykową, nie stosując powiększeń.
W 2009 otrzymała odznakę "Zasłużony dla Kultury Polskiej".

## Pogrzeb
Ewa Andrzejewska została pochowana 26 sierpnia 2017 na jeleniogórskim starym cmentarzu przy ul. Sudeckiej.

## Wystawy

### Ważniejsze wystawy zbiorowe
- „First Annual International Miniature Art Exhibition”, Dell Bello Gallery, Toronto, Kanada (1987)
- „Third Annual International Miniature Art Exhibition”, Dell Bello Gallery, Toronto, Kanada; „Kontakty”, BWA, Zielona Góra, BWA, Szczecin (1989)
- „Kontakty”, BWA, Jelenia Góra; „Mai de la photo”, Reims, Francja; „Zmiana Warty”, Galeria FF, Łódź (1991)
- „Kontakty”, BWA, Jelenia Góra, Galeria FF, Łódź (1994)
- „Kontakty”, Galeria Pusta, Katowice (1998)

### Wystawy indywidualne
- "Fotografia" - Galeria Korytarz, Jelenia Góra (1989)
- "Fotografia" - Galeria Image, Aarthus, Dania; Galeria FF, Łódź; "Artyści Wiejscy" - Muzeum Okręgowe, Jelenia Góra; Miejski Dom Kultury, Kazimierz Dolny; "Karkonosze" - Galeria Korytarz, Jelenia Góra (1992)
- "Fotografia" - Galeria Antique, Gwatemala (1993)
- "Fotografia" - Galeria Sztuki, Kłodzko; Galeria Pusta, Katowice; Galeria Sztuki, Le Parvis, Francja (1995)
- "Fotografia" - Galeria Foto-Medium-Art, Wrocław; "Śpiewaczki wiejskie-Portrety" - Slesisch Dorfmuseum, Markersdorf, Niemcy (1996)
- "Fotografia" - Centrum Kultury, Rennes, Francja (1997)
- "Fotografia w drodze" - Galeria BWA, Jelenia Góra (1998)
- "Fotografia" - Galeria PF, Poznań; Mała Galeria ZPAF-CSW; "Artyści wiejscy, Portrety końca XX wieku" - Muzeum Etnograficzne, Wrocław (1999)
- "Fotografia w drodze" - Galeria Image, Aarthus, Dania; "Po drodze" - Galeria Korytarz, Jelenia Góra (2001)
- "Fotografia" - Galeria B & B, Bielsko Biała (2002)
- "Artyści wiejscy" - Muzeum Karkonoskie w Jeleniej Górze (2003)
- "Fotografia Botaniczna" - Muzeum Przyrodnicze, Jelenia Góra (2004)
- "Fotografia" - Centrum Sztuki, Bamberg, Niemcy (2005)
- "Fotografia Pamiątkowa" - Galeria Pusta, Katowice (2006)
- "Fotografia 2000 - 2007" - Galeria BWA, Jelenia Góra (2007)[6]
- "Zakład portretowy im. Witkacego" - Jeleniogórskim Centrum Kultury, Jelenia Góra (2019)[7]

### Prace w zbiorach
- Muzeum Narodowe we Wrocławiu
- Muzeum Sztuki w Łodzi
- Muzeum Etnograficzne we Wrocławiu
- Muzeum Przyrodnicze Karkonoskiego Parku Narodowego
- Galeria BWA, Jelenia Góra
- Muzeum Sztuki Współczesnej w Hunfeld (Niemcy)
- Muzeum Fotografii w Odense (Dania)
- Galeria Le Parvis, Francja